# Juffers
De juffers of gelijkvleugeligen (Zygoptera) zijn een onderorde van de libellen (Odonata). Juffers zijn slanker en kleiner dan echte libellen, maar hebben een vergelijkbare levenswijze en ontwikkeling. In rust vouwt een juffer de vleugels meestal achter de rug, terwijl een echte libel ze spreidt. Voor- en achtervleugels zijn bij juffers bovendien min of meer gelijk van vorm, terwijl bij de echte libellen de achtervleugels aan de basis veel breder zijn dan de voorvleugels. Juffers zijn een oude groep insecten waarvan het fossielenbestand teruggaat tot het Perm.
Juffers zijn zonder uitzondering jagende insecten. Zowel de volwassen juffers als de larven (nimfen) voeden zich met andere diertjes. De nimfen ontwikkelen zich in water en krijgen pas aan het eind van hun metamorfose vleugels en kleuren. Hun aanwezigheid duidt op een relatief hoge waterkwaliteit. Hun afhankelijkheid van zoet water maakt dat juffers gevoelig zijn voor verdwijning van draslanden.
Veel juffers zijn territoriaal en vertonen ingewikkeld voortplantingsgedrag. De meeste soorten zijn seksueel dimorf: de mannetjes zijn feller gekleurd dan de vrouwtjes. Net als bij de libellen planten ze zich voort via een indirecte inseminatie en vertraagde bevruchting. Wereldwijd zijn ruim 2700 soorten juffers beschreven, in Europa komen ongeveer vijftig soorten voor. In Nederland zijn 26 soorten aangetroffen, waarvan 24 ook in België.

## Beschrijving
De lichaamsbouw van een juffer is vergelijkbaar met die van een echte libel. Juffers zijn slanker en vouwen hun gelijke vleugels boven hun rug. De samengestelde ogen zijn groot en opvallend, maar staan verder uit elkaar dan bij echte libellen. Boven de ogen bevindt zich de frons of het voorhoofd, en op de bovenlip het labrum, een uitrekbaar orgaan dat gebruikt wordt om prooien te vangen. De bovenkant van het hoofd draagt drie enkelvoudige oogjes (ocelli), die licht en schaduw kunnen detecteren, en een klein paar antennen die de luchtsnelheid kunnen meten.

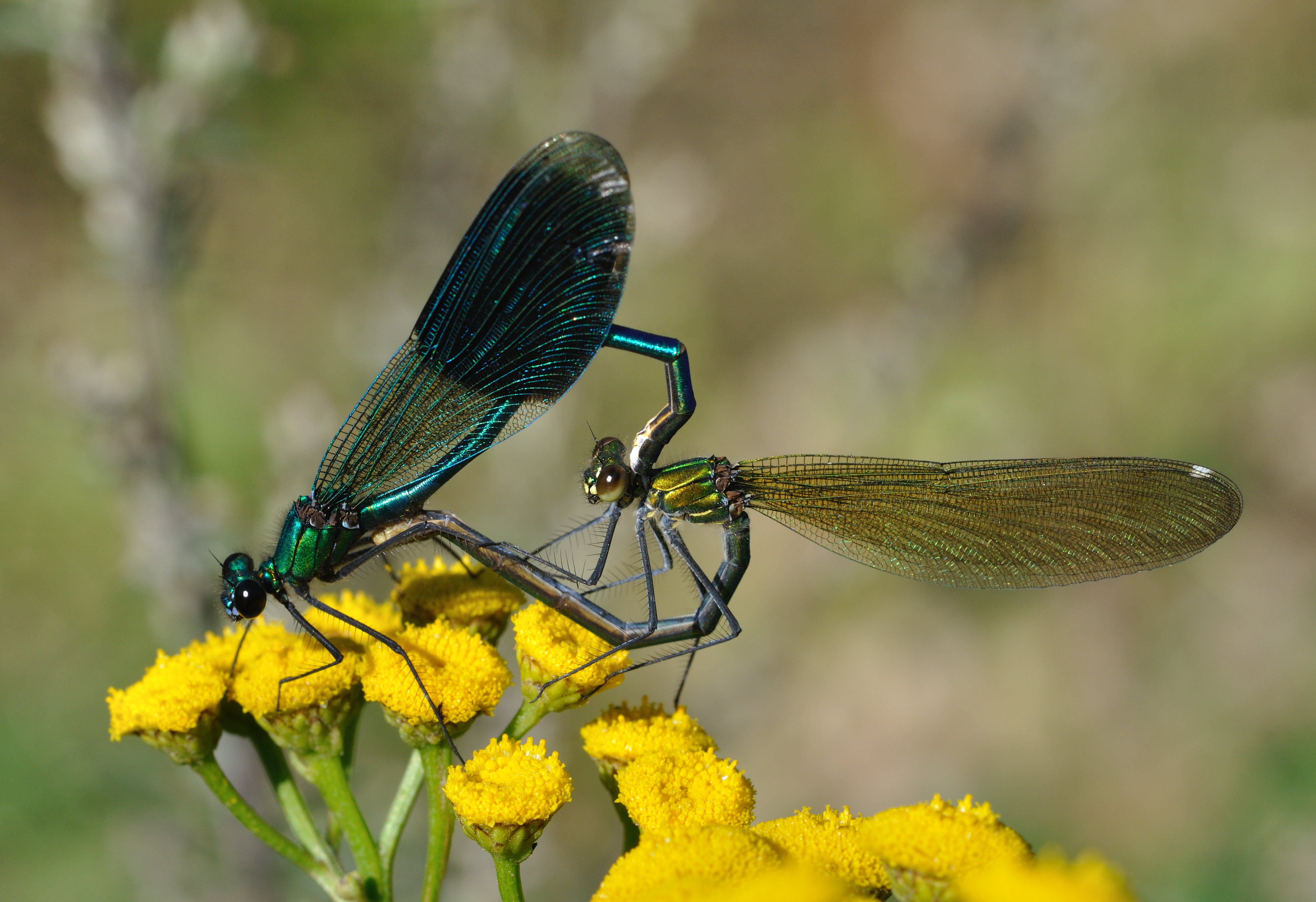
Mannetje (links) en vrouwtje (Calopteryx splendens), met verschillend gekleurde vleugels

Het eerste thoraxsegment wordt de prothorax genoemd, deze draagt het voorste paar poten. De verbinding tussen de kop en prothorax is slank en flexibel, waardoor de waterjuffer zijn kop kan draaien en vrij kan manoeuvreren tijdens het vliegen. De overige thoracale segmenten zijn de gefuseerde mesothorax en metathorax (samen de synthorax genoemd), elk met een paar vleugels en een paar poten. De voorvleugels en achtervleugels zijn vliezig en worden versterkt door een dicht netwerk van dwarsaders die gevuld zijn met hemolymfe.
Veel soorten zijn seksueel dimorf; de mannetjes zijn vaak bont gekleurd en soortelijk goed te onderscheiden. De vrouwtjes zijn over het algemeen valer gekleurd en moeilijker te determineren. Bij Coenagrion, de waterjuffers, zijn de mannetjes bijvoorbeeld helderblauw met zwarte aftekeningen, terwijl de vrouwtjes meestal overwegend groen of bruin met zwart zijn.
Het achterlijf (abdomen) is lang en slank en bestaat uit tien segmenten. De secundaire geslachtsorganen bij mannetjes bevinden zich aan de onderkant van de tweede en derde segmenten en zijn opvallend, waardoor het geslacht van juffers vaak makkelijk te zien is vanaf de zijkant. De genitale opening van de vrouwtjes bevindt zich aan de onderzijde van segmenten acht en negen. Het wordt meestal bedekt door een subgenitale plaat, of kan verlengd zijn tot een complexe ovipositor. Het tiende segment draagt bij beide geslachten cerci, de gepaarde tastorgaantjes van het insect.

## Taxonomie
De onderorde omvat de volgende families (i.s.=incertae sedis):
- Amphipterygidae
- Argiolestidae
- Calopterygidae
- Chlorocyphidae
- Coenagrionidae i.s.
- Devadattidae
- Dicteriadidae
- Euphaeidae
- Hemiphlebiidae
- Heteragrionidae
- Hypolestidae
- Isostictidae i.s.
- Lestidae
- Lestoideidae
- Megapodagrionidae
- Pentaphlebiidae
- Perilestidae
- Philogangidae
- Philogeniidae
- Philosinidae
- Platycnemididae i.s.
- Platystictidae
- Polythoridae
- Pseudolestidae
- Rimanellidae
- Synlestidae
- Thaumatoneuridae

### In Nederland en België
- Familie: Beekjuffers (Calopterygidae)
  - Soort: Weidebeekjuffer (Calopteryx splendens)
  - Soort: Bosbeekjuffer (Calopteryx virgo)
- Familie: Pantserjuffers (Lestidae)
  - Soort: Gewone pantserjuffer (Lestes sponsa)
  - Soort: Tangpantserjuffer (Lestes dryas)
  - Soort: Zwervende pantserjuffer (Lestes barbarus)
  - Soort: Tengere pantserjuffer (Lestes virens)
  - Soort: Houtpantserjuffer (Chalcolestes viridis)
  - Soort: Bruine winterjuffer (Sympecma fusca)
  - Soort: Noordse winterjuffer (Sympecma paedisca)*
- Familie: Breedscheenjuffers (Platycnemididae)
  - Soort: Blauwe breedscheenjuffer (Platycnemis pennipes)
- Familie: Waterjuffers (Coenagrionidae)
  - Soort: Lantaarntje (Ischnura elegans)
  - Soort: Tengere grasjuffer (Ischnura pumilio)
  - Soort: Watersnuffel (Enallagma cyathigerum)
  - Soort: Variabele waterjuffer (Coenagrion pulchellum)
  - Soort: Azuurwaterjuffer (Coenagrion puella)
  - Soort: Mercuurwaterjuffer (Coenagrion mercuriale)
  - Soort: Gaffelwaterjuffer (Coenagrion scitulum)
  - Soort: Speerwaterjuffer (Coenagrion hastulatum)
  - Soort: Maanwaterjuffer (Coenagrion lunulatum)
  - Soort: Donkere waterjuffer (Coenagrion armatum)*
  - Soort: Grote roodoogjuffer (Erythromma najas)
  - Soort: Kleine roodoogjuffer (Erythromma viridulum)
  - Soort: Kanaaljuffer (Erythromma lindenii)
  - Soort: Vuurjuffer (Pyrrhosoma nymphula)
  - Soort: Koraaljuffer (Ceriagrion tenellum)
  - Soort: Dwergjuffer (Nehalennia speciosa)

* niet in België

## Determinatie van families
De vier families van Nederland en België zijn vrij eenvoudig te herkennen.
1. Beekjuffers: brede vleugels met een zeer groot aantal cellen; vleugels getint of deels gekleurd (niet als vensterglas); vleugels vanaf de basis breder wordend (bij andere families verbreedt het eerste deel van de vleugels nauwelijks).
2. Pantserjuffers: vrij lang achterlijf (meestal iets korter dan bij bovenstaande, maar altijd langer dan bij onderstaande families); vleugels met grote, langwerpige pterostigma's, meer dan tweemaal zo lang als breed; vleugels in rust meestal half gespreid; mannetjes met vrij lange gekromde achterlijfsaanhangsels.
3. Breedscheenjuffers: brede schenen, vooral bij de achterste poten; twee donkere schoudernaadstrepen (niet één, zoals het geval is bij de waterjuffers); nog bredere kop dan andere juffers.
4. Waterjuffers: overige soorten – het is in Nederland en België de soortenrijkste familie.

Toelichting. Deze determinatietabel geldt voor Nederland en België. Als de kenmerken bij stap 1 niet opgaan ga je naar stap 2. Bij elke stap staat tussen puntkomma's een uniek kenmerk (voor die stap en volgende stappen) of een unieke combinatie van kenmerken (met plusteken). Elk van die unieke dingen is op zich voldoende voor de determinatie, maar het is verstandig ook de overige unieke dingen te bekijken. Tussen haakjes staan kenmerken die juist niet mogen kloppen. Foto's maken vaak meer duidelijk dan woorden, bekijk daarom onderstaande foto's of klik door naar families en soorten.

## Afbeeldingen

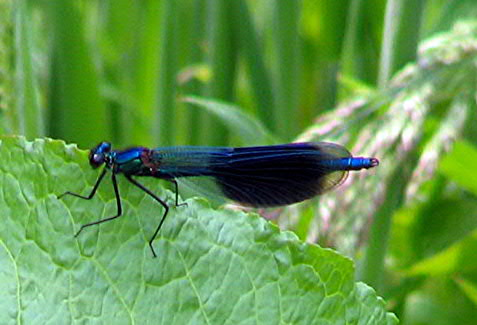
Weidebeekjuffer mannetje
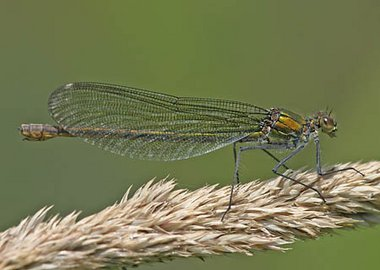
Weidebeekjuffer vrouwtje
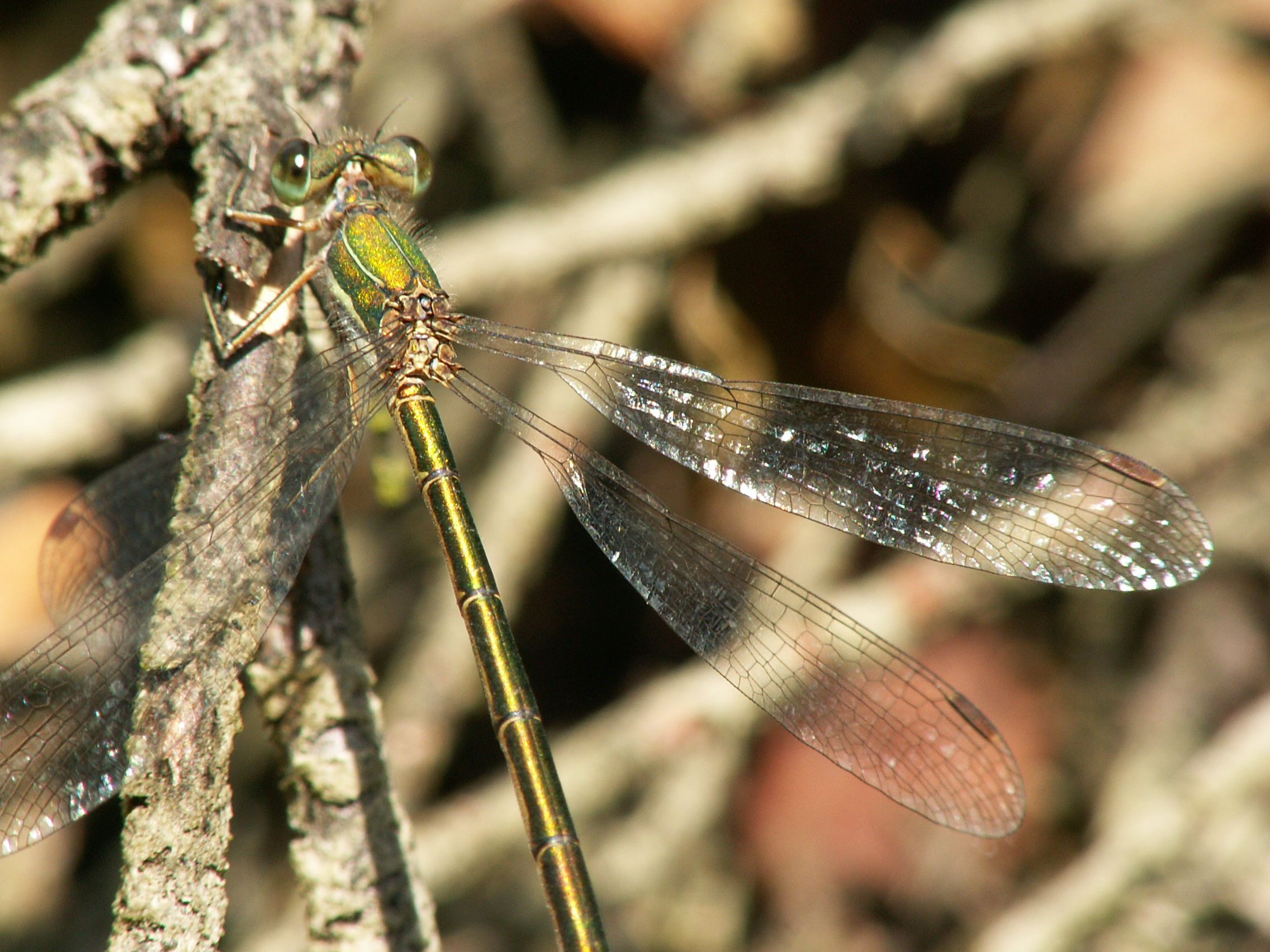
Tengere pantserjuffer vrouwtje
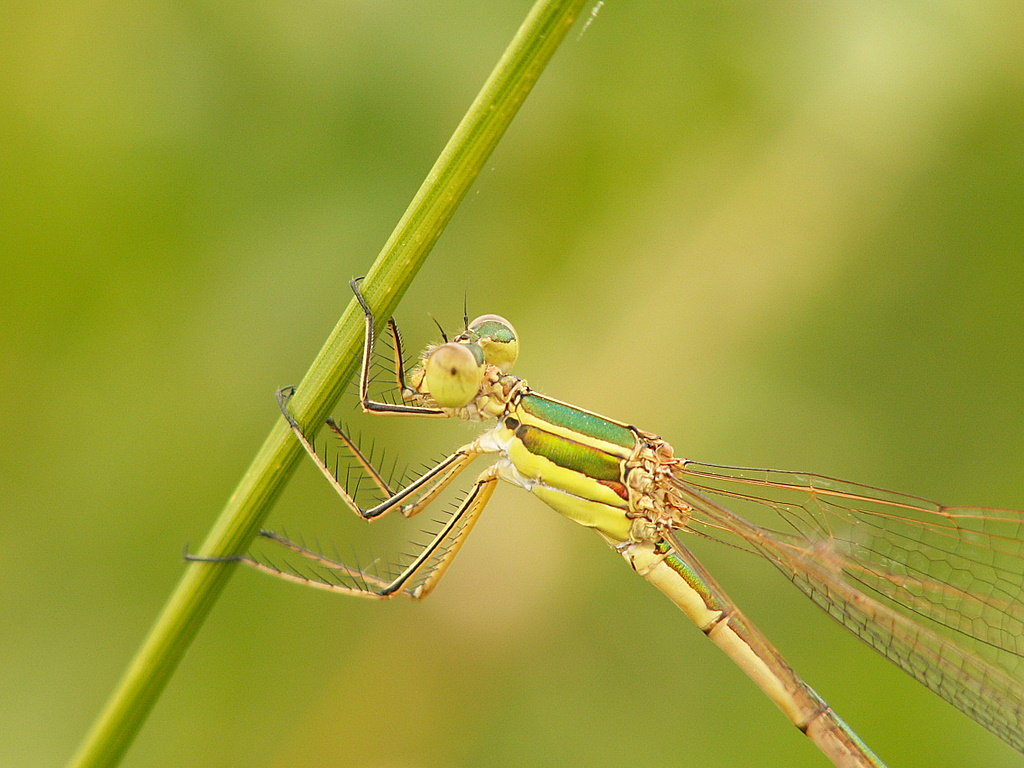
Zwervende pantserjuffer vrouwtje
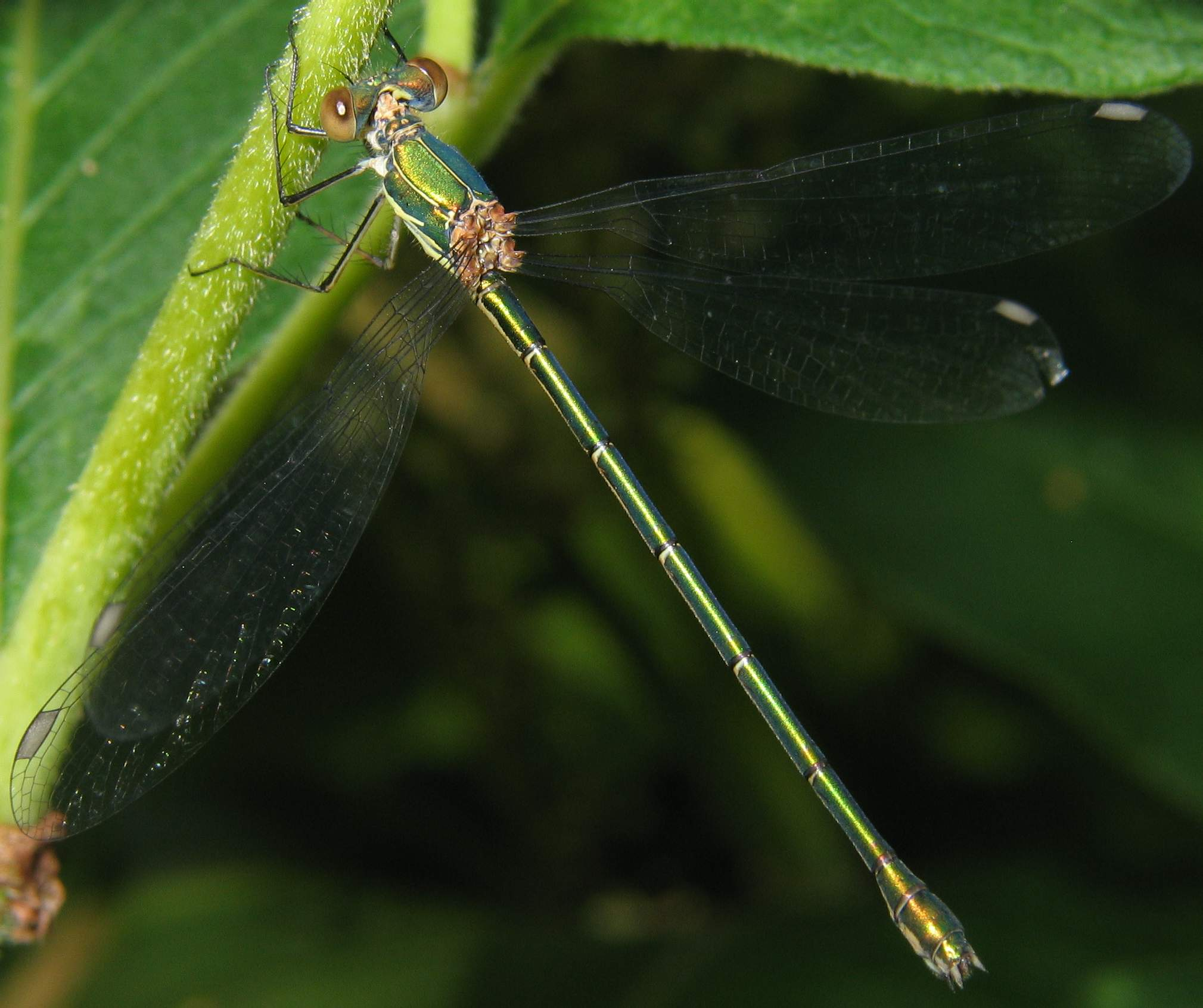
Houtpantserjuffer vrouwtje
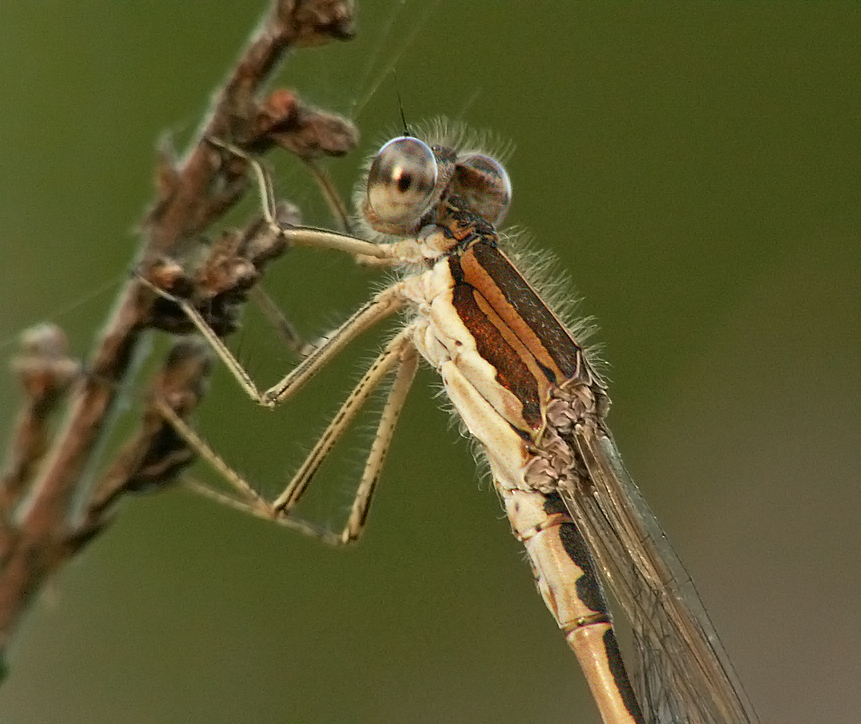
Bruine winterjuffer mannetje
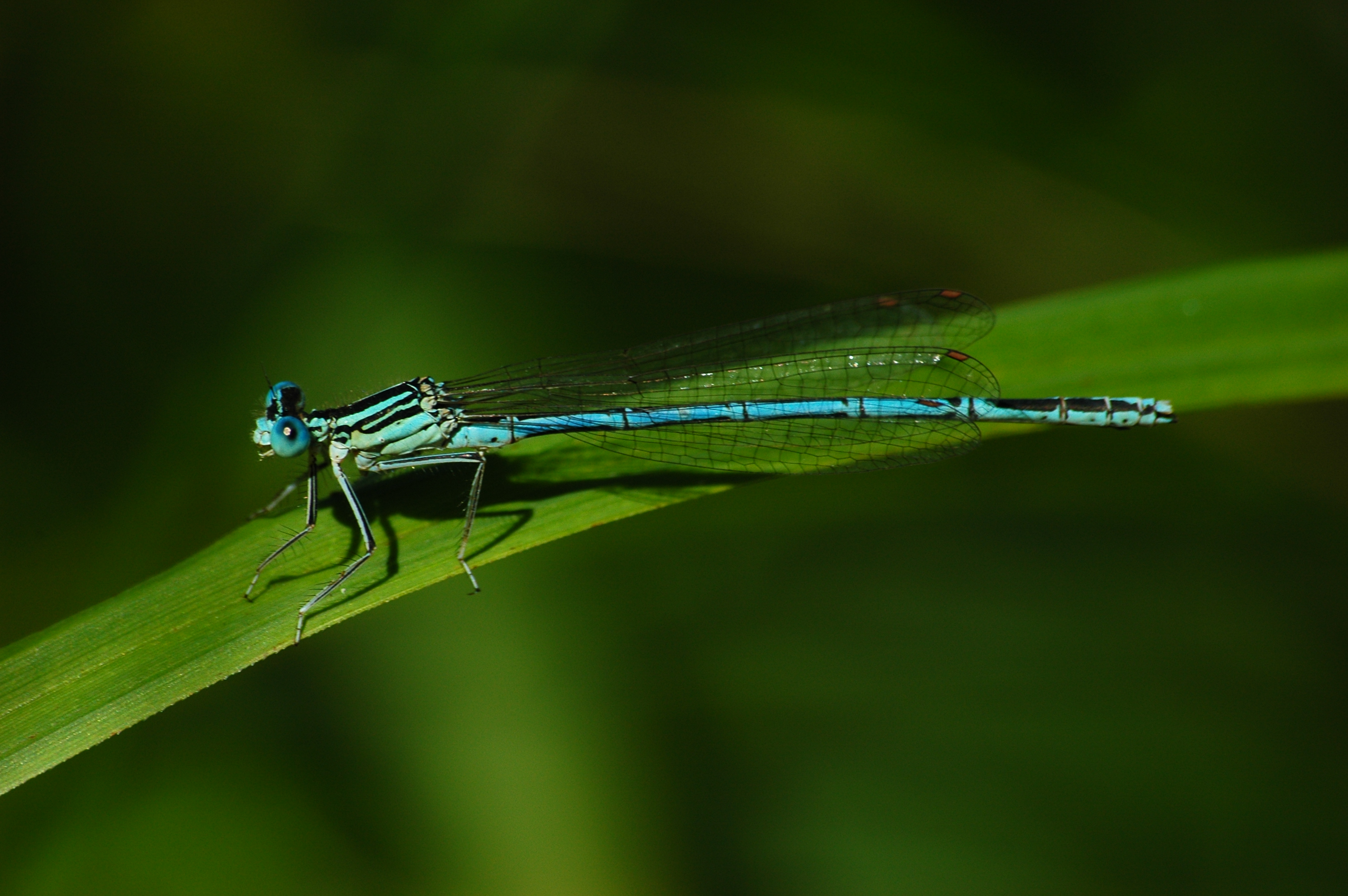
Blauwe breedscheenjuffer mannetje
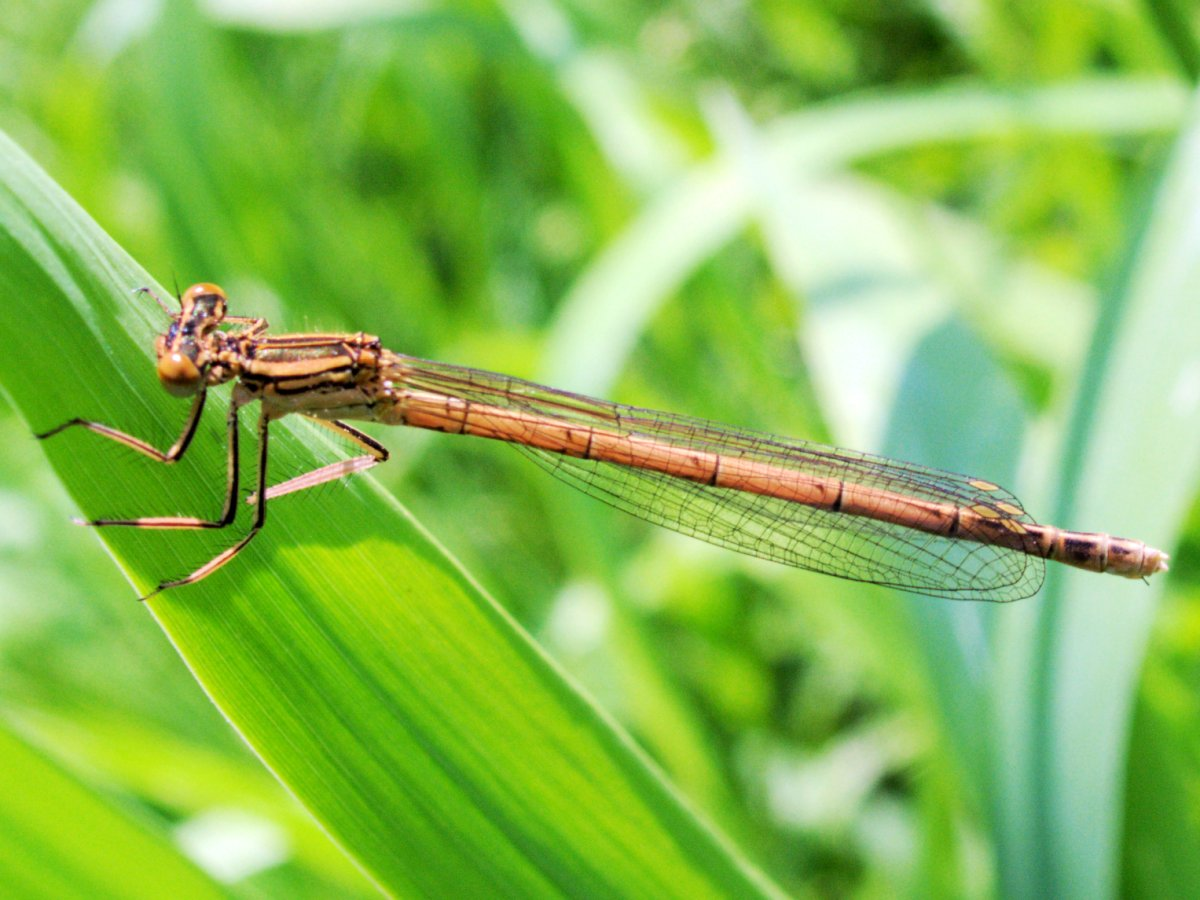
Blauwe breedscheenjuffer vrouwtje, Münster (Duitsland)
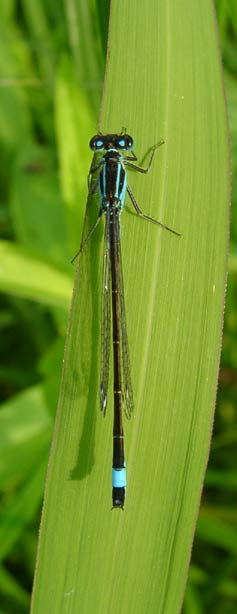
Lantaarntje mannetje
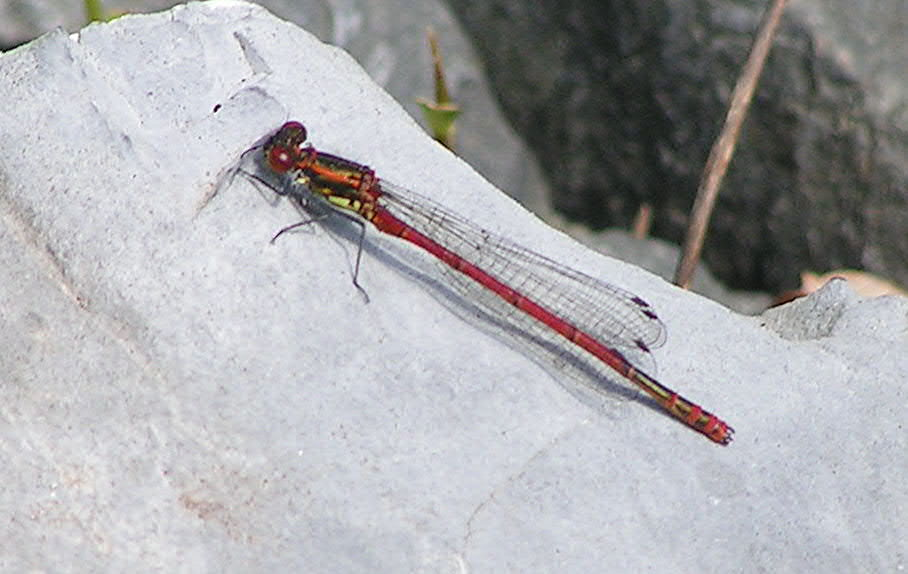
Vuurjuffer
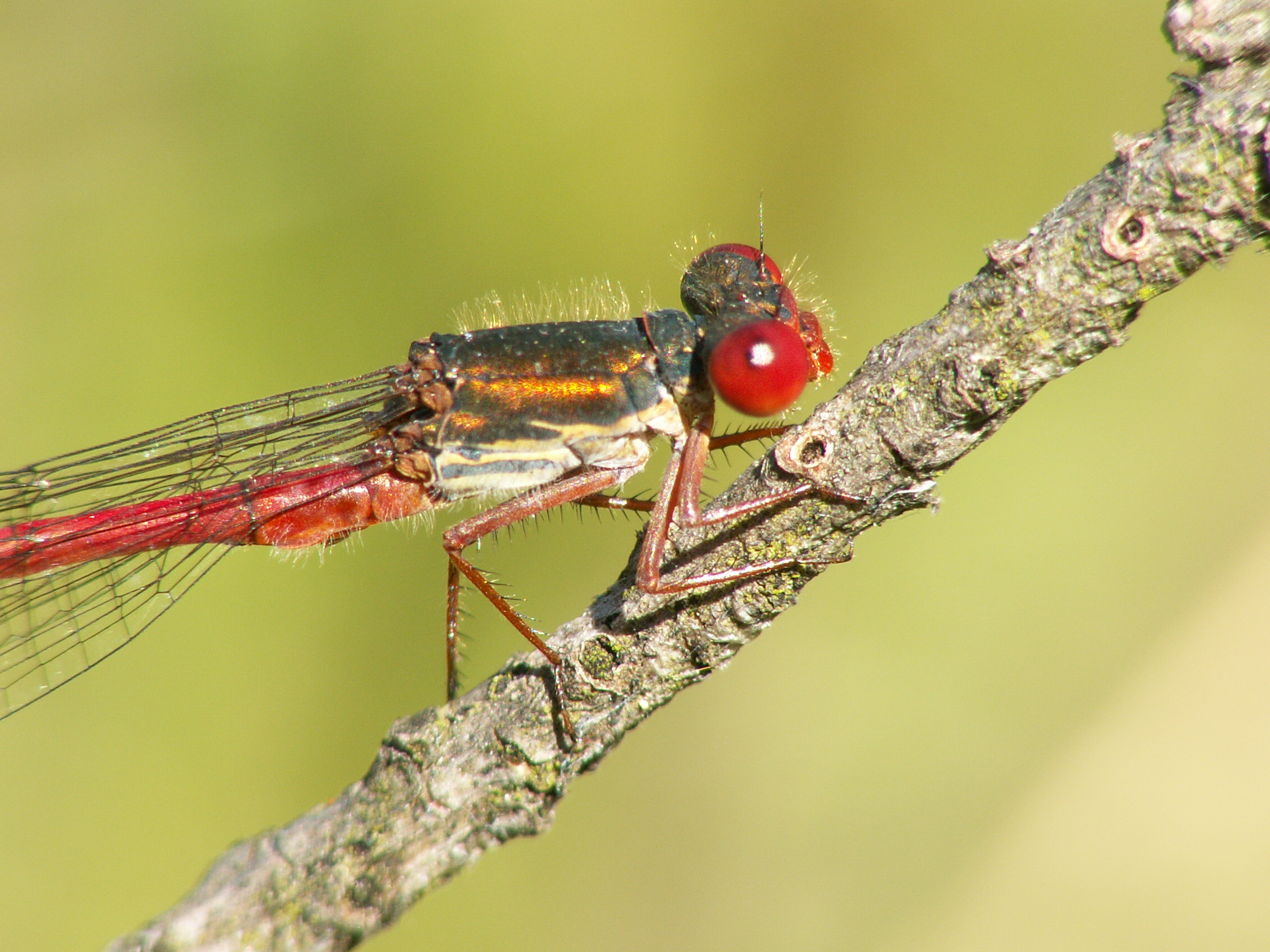
Koraaljuffer mannetje
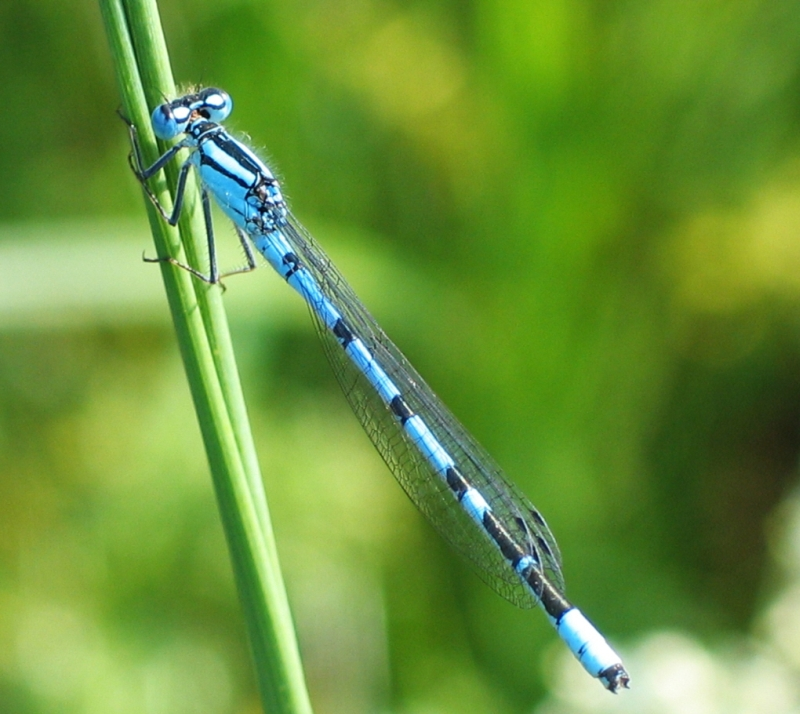
Watersnuffel mannetje